# Викторин (Костенков)
Митрополи́т Виктори́н (в миру Ви́ктор Григо́рьевич Костенков; 10 мая 1953, Сарапул, Удмуртская АССР, РСФСР, СССР) — архиерей Русской православной церкви, митрополит Ижевский и Удмуртский с 5 мая 2015 года, глава Удмуртской митрополии.

## Биография
Воспитывался в верующей семье. Сам о своём детстве вспоминал: «Как говорится у нас — веру я впитал вместе с молоком матери. <…> Насколько помню себя маленьким, всегда был в храме. Длинные службы, меня где-нибудь посадят в уголке. Очень хорошо помню Воскресенский храм Сарапула. <…> Мой дедушка по линии мамы был старостой этого храма. Поэтому вольно и невольно (ребенок есть ребёнок, может, поиграть хотелось), но храм посещал. В юности, как у многих молодых людей бывает, я отходил от Церкви. Были годы, когда забыл все, что знал с детства — время студенчества. Когда повзрослел, у меня появилась тяга к Церкви».
В 1970 году окончил среднюю школу № 13 и поступил в Удмуртский государственный педагогический институт.
В 1976 году переехал в Казань, где по благословению епископа Казанского и Марийского Пантелеимона проходил различные послушания в Никольском кафедральном соборе.
7 января 1979 года в Никольском кафедральном соборе в Казани епископом Казанским и Марийским Пантелеимоном (Митрюковским) рукоположен в сан диакона к храму Казанской иконы Божией Матери в Чистополе. В том же году поступил на заочное отделение Московской духовной семинарии.
В 1980 году переведён на должность диакона в Рождество-Богородицкий храм Йошкар-Олы Марийской АССР.
В 1983 году рукоположён в сан священника и назначен клириком храма Святой Троицы города Ижевска Удмуртской АССР. Окончил обучение в Московской духовной семинарии.
С 1985 по 1988 год — настоятель храма преподобного Трифона Вятского в селе Каменное Заделье Балезинского района Удмуртской АССР. В этот период начал строительство по авторскому проекту в Глазове первого в советское время храма на территории Удмуртии — во имя святого Георгия Победоносца.
В 1988 году назначен настоятелем Успенского храма в Ижевске.
С 1990 года по благословению епископа Казанского и Марийского Анастасия (Меткина) занимался строительством и воссозданием вновь переданных храмов в городах Волжск, Буинск, Васильево. Начинал первые богослужения в Раифском Богородицком монастыре.
С 1992 года занимался восстановлением храмов и налаживанием приходской жизни в Уве, Нылге, Киясове, Норье, Бабине, Юськах, Буранове.
В 1993 году по благословению архиепископа Ижевского и Удмуртского Николая (Шкрумко) назначен на восстановление Александро-Невского кафедрального собора.
В составе группы Вооружённых сил России был одним из первых священников, окормлявших военнослужащих в Чечне.
В 1995 году выступил одним из основателей организации казачества в Удмуртии. В дальнейшем был выбран войсковым священником Верхнекамского казачьего общества. Имеет пять казачьих наград.
С 2000 году курировал в Ижевске строительство православных храмов: во имя Казанской иконы Божией Матери, святых Царственных мучеников, святителя Алексия Московского, Крестовоздвиженскую часовню и Воскресенский кладбищенский храм.
В 2004—2007 годы руководил воссозданием Михайловского собора в Ижевске. Был заместителем настоятеля данного собора.
В 2005 году заочно закончил Киевскую духовную академию.
В январе 2009 года участвовал в работе Поместного собора Русской православной церкви.
Был руководителем отдела социального служения и церковной благотворительности Ижевской епархии.
С 2010 году — член Общественного совета Управления Федеральной миграционной службы по Удмуртской Республике, Общественного совета при Следственном комитете Удмуртии, Общественного совета Федеральной службы по контролю за оборотом наркотиков, Комиссии по помилованию при президенте Удмуртии.
В марте 2011 году наотрез отверг предложение возглавить ушедших в раскол трёх клириков Ижевской епархии: Сергия Кондакова, Михаила Карпеева и Александра Малых.
26 июля 2011 года назначен благочинным 1-го Ижевского округа.
С 2012 года — член Общественной палаты Удмуртской Республики.
15 сентября 2013 года в Петропавловском храме Мало-Дивеевского Серафимовского монастыря села Норья Удмуртской Республики игуменом Афанасием (Девятых) пострижен в монашество с именем Викторин в честь мученика Викторина.

### Архиерейство
26 декабря 2013 года решением Священного Синода избран епископом Сарапульским и Можгинским, при этом епископу Сарапульскому поручалось также управление новосозданной Глазовской епархией.
29 декабря 2013 года в Михайловском соборе Ижевска митрополитом Ижевским Николаем возведён в сан архимандрита.
23 февраля 2014 года в храме Архангела Михаила в Тропарёве г. Москвы хиротонисан во епископа Сарапульского и Можгинского. Хиротонию вовершили: Патриарх Московский и всея Руси Кирилл, митрополит Саранский и Мордовский Варсонофий (Судаков), митрополит Ижевский и Удмуртский Николай (Шкрумко), епископ Выборгский и Приозерский Игнатий (Пунин), епископ Солнечногорский Сергий (Чашин), епископ Воскресенский Савва (Михеев), епископ Смоленский и Вяземский Исидор (Тупикин).
C 17 по 28 ноября 2014 года в Москве слушал двухнедельные курсы повышения квалификации для новопоставленных архиереев Русской Православной Церкви.
5 мая 2015 года решением Священного Синода, в связи с почислением на покой митрополита Николая (Шкрумко), преосвященный Викторин назначен правящим архиереем Ижевской и Удмуртской епархии и также был назначен главою Удмуртской митрополии. Ему же поручено временное управление Сарапульской епархией.
24 мая 2015 года в Храме Христа Спасителя в Москве Патриархом Кириллом был возведён в сан митрополита.

## Награды
- орден преподобного Сергия Радонежского II ст.
- орден преподобного Серафима Саровского III ст.
- митра
- право служения Божественной литургии с открытыми царскими вратами до «Отче наш»

другие
- медаль воина-интернационалиста
- медаль участника контртеррористической операции на Кавказе.
- Заслуженный строитель Удмуртской Республики
- почетная грамота президента Удмуртской Республики
- «Человек года»
- «Слава нации»
- ведомственные награды.